# Zaposljivost
Zaposljivost je pogoj za zaposlenost . Za pojem zaposljivosti obstaja več vrst definicij, pri čemer večina izmed njih zaposljivost opredeljuje kot zmožnost zagotoviti si službo in napredek v karieri. V zadnjem času pa se je definiciji dodal nov element zadovoljstva z opravljanjem svojega poklica. Je torej vseživljenjski proces, za katerega je pomembna predvsem posameznikova sposobnost med delovno kariero in v aktualnih razmerah trga brez večjih težav pridobiti novo delo za lastno preživljanje in biti uspešen in zadovoljen v svojem poklicu. Zaposljivost je odvisna od znanja, veščin, tehnik in od odnosa, ki ga ima posameznik ter od uporabe sredstev, ki jih ima na voljo. Na zaposljivost pa vpliva tudi način predstavitve samega sebe in svojega znanja delodajalcem ter kontekst (npr. osebne okoliščine in trg dela), v okviru katerega posamezniki iščejo delo.

## Samozaznana zaposljivost
S. Brezigar (2006) pravi, da mora posameznik sam poskrbeti zase in za svojo lastno zaposljivost, pri čemer mu pomagata šolski sistem in organizacija, v kateri je zaposlen, vendar pa je večji del odgovornosti na posamezniku samem. Zaposleni morajo biti za uspešnost na delovnem mestu fleksibilni, visoko prilagodljivi in v neprestanem iskanju sprememb. Zaposljivost lahko definiramo tudi kot posameznikovo zaznavo lastnih možnosti za dosego nove zaposlitve. Zaposljivost pa lahko predstavlja tudi nadzor v širšem smislu – da je zaposleni sposoben zamenjati zaposlitev, če je to potrebno. Pri visoki samozaznani zaposljivosti spremenljiva delovna okolja ter delovna negotovost ne predstavljajo tako visoke grožnje kot pri posameznikih, ki se zaznavajo kot manj zaposljive.

### Posledice visoke samozaznane zaposljivosti
Nadzor nad lastno zaposljivostjo daje posamezniku več občutij svobode pri lastnih dejanjih. Prav tako se visoko zaposljivi posamezniki aktivno vključujejo v situacije, se učijo, zavzemajo za svoj položaj in spremembo situacije v smeri večje ustreznosti njihovim poklicnim interesom ter želenim kariernim identitetam. To dosežejo s pomočjo prilagajanja kognicije in vedenja tako, da optimizirajo vsako situacijo in rezultate – zadovoljstvo z delom in zaposlitvene priložnosti. Proaktivno vedenje na delovnem mestu pa rezultira tudi v nižji stopnji anksioznosti in negotovosti v delovnem okolju.

## Dejavniki samozaznane zaposljivosti

### Demografski dejavniki
Na to, ali se posameznik čuti bolj ali manj zaposljivega, naj bi vplivali različni demografski dejavniki. Eden izmed njih je starost, pri čemer večina raziskav, med drugim tudi slovenska raziskava L. Cvilak idr. Zaposljivost, zagovarja, da bi s starostjo samozaznana zaposljivost upadala oz. da se starejši posamezniki v primerjavi z mlajšimi zaznavajo kot manj zaposljive. Razlago za tak pojav lahko najdemo v teoriji socio-emocionalne selekcije (Carstensen, 1991), ki predpostavlja, da posameznik s staranjem spreminja način vlaganja svojega časa in energije v različne aktivnosti. Za mlajše odrasle je značilno, da prihodnost vidijo kot da imajo še veliko število priložnosti in časa za njihovo izpolnitev, starejši pa možnosti v prihodnosti zaznavajo kot bolj omejene. Na podlagi te teorije bi lahko sklepali, da mlajši zaposleni zaradi usmerjenosti k razvoju kariere in iskanju informacij bolje vedo, kaj delodajalec od njih pričakuje ter so bolj usmerjeni k razvijanju pričakovanih sposobnosti, veščin in znanj.
Drugi demografski dejavnik, ki bi lahko vplival na samozaznano zaposljivost pa je delovna doba oz. delovne izkušnje. Le-te posameznikom olajšujejo spopadanje z delovnimi zahtevami in so pogosto označene kot spretnosti, ki se lahko uporabljajo v precej drugačnem kontekstu od tistega, v katerem so bile pridobljene. Izkušnje so prav tako povezane z višjo produktivnostjo in nagradami, zato bi lahko sklepali, da se posamezniki z daljšo delovno dobo in več delovnimi izkušnjami zaznavajo kot bolj zaposljivi.

### Organizacijski dejavniki
Na to, ali se nekdo zaznava kot bolj ali manj zaposljivega lahko vpliva tudi zadovoljstvo z delom in delovna negotovost. Zadovoljstvo z delom naj bi na zaposljivost vplivalo prek izpostavljenosti slabim delovnim razmeram. Bolj zaposljivi posamezniki naj bi bili v manjši meri izpostavljeni takšnim razmeram, zato naj bi bili zadovoljnejši s svojim delom in službo. Zadovoljstvo z delom in občutek lastne kompetentnosti pa pripomore k višjemu občutku zaposljivosti. Raziskave so glede tega dejavnika pokazale različne rezultate: nekatere potrjujejo, da se zaposleni, ki so s svojim delom bolj zadovoljni, tudi zaznavajo kot višje zaposljive, ta povezava pa naj bi bila močnejša pri začasno zaposlenih, v primerjavi z zaposlenimi za nedoločen čas (De Cuyper, Notelaers in De Witte, 2009). Nasprotno pa je ugotovila Van Damova (2004) in slovenska raziskava L. Cvilak idr. (2004), ki med samozaznanao zaposljivostjo in zadovoljstvom z delom ni ugotovila pomembnih povezav.
Drugi organizacijski dejavnik, ki bi lahko vplival na to, kako zaposljivega se zaznava posameznik, pa je delovna negotovost. Feldman in Ng (2007) jo opredeljujeta kot zaznavo grožnje pred izgubo službe, temelji pa na subjektivni interpretaciji tveganja za izgubo službe. Pričakujemo lahko, da manj zaposljivi posamezniki hitreje postanejo tarča delovne negotovosti (De Cuyper, Baillien in De Witte, 2009). Večja kot je torej delovna negotovost, manj zaposljivi se čutijo posamezniki. To je potrdila tudi slovenska raziskava L. Cvilak idr. (2014), v kateri se je pokazala povezava med kognitivno negotovostjo in zaposljivostjo. Ideje in misli zaposlenega glede izgube službe se torej negativno povezujejo s samozaznano zaposljivostjo. Tak rezultat si lahko razlagamo tudi s pomočjo modela delovnih zahtev in resursov, ki pravi, da si posameznik z zviševanjem lastne zaposljivosti pridobi nadzor nad lastno kariero in posledično zmanjša negativne učinke delovne negotovosti (De Cuyper idr., 2009).

### Osebnostni dejavniki
Štirje najpomembnejši osebnostni dejavniki, ki lahko vplivajo na to, kot kako zaposljivega se posameznik zaznava so samoučinkovitost, lokus kontrole, proaktivna osebnost in odprtost. Rezultati raziskav nakazujejo, da je samoučinkovitost pomembna za samozaznano zaposljivost, saj omogoča prepoznavanje in uresničevanje kariernih priložnosti (Fugate idr., 2004; Judge in Bono, 2001). Samoučinkovitost pripomore k zaupanju vase in v svoje sposobnosti, postavljanju novih ciljev in sledenju le tem. Prav tako samoučinkovitost odseva prepričanje o možnostih za pridobitev nove zaposlitve. Samoučinkoviti posamezniki so veliko bolj proaktivni, kar pomeni, da ne čakajo pasivno na informacije in izboljšanje situacije, temveč se aktivno lotijo problema (Crant, 2000).
Drugi osebnostni dejavnik, ki ima lahko vpliv na zaposljivost, je lokus kontrole. Rotter (1966) pravi, da posamezniki z notranjim lokusom kontrole (notranjim nadzorom) sami usmerjajo svoje življenje, prevzemajo veliko mero odgovornosti, načrtujejo svoje delo in uresničujejo svoje načrte v večji meri kot posamezniki z zunanjim nadzorom. Pri delu so bolj prilagodljivi, posledično pa imajo tudi višjo samozaznano zaposljivost, ker so proaktivni in sposobni načrtovanja v negotovih situacijah.
Tretji dejavnik, ki lahko pripomore k temu, da se oseba zaznava kot bolj zaposljivo, je proaktivna osebnost, za katero je značilno prepoznavanje priložnosti in aktivno delovanje, ukrepanje in vztrajanje na poti do cilja. Proaktivni posamezniki izbirajo in ustvarjajo situacije, ki povečujejo verjetnost za boljšo delovno uspešnost, prevzemajo pobudo in so med drugim bolj nagnjeni k aktivnostim, ki so povezane s kariero (iskanje informacij o delu in organizaciji, vzdrževanje sponzorstev, načrtovanje kariere in vztrajanje kljub oviram). Proaktivna prizadevanja so manifestacije zaposljivosti (Fugate idr., 2004).
Zadnji osebnostni dejavnik pa je odprtost, ki pomembno pripomore k večji zaposljivosti. Pri tem gre za obseg, znotraj katerega so posamezniki pripravljeni pridobivati izkušnje, odgovorno razmišljati in deliti informacije z drugimi, pri čemer se tudi sami dobro in varno počutijo (Peterson in Carson, 2000). Pomemben pokazatelj dejanske zaposljivosti je odprtost razvijati sebe in se prilagajati različnim spremembam delovnih zahtev (Van Dam, 2004). Bolj odprti posamezniki sprememb ne zaznavajo kot grožnje, temveč kot izziv, torej se bodo tudi v stanju negotovosti trudili za izboljšanje svoje zaposljivosti (Fugate idr., 2004).

## Modeli zaposljivosti
V literaturi najdemo več modelov zaposljivosti, med drugim USEM model zaposljivosti (Yorke in Knight, 2004), ki vsebuje štiri medsebojno povezane komponente zaposljivosti: 
- razumevanje (Understanding)
- kompetence/spretnosti (Skills)
- prepričanje o lastni učinkovitosti (Efficacy beliefs)
- metakognicija (Metacognition)

Drugi model se imenuje DOTS model zaposljivosti (Law in Watts, 1977) in prav tako  sestoji iz štirih komponent: 
- učenje odločanja in odločanje;
- zavedanje priložnosti oz. poznavanje, katere delovne priložnosti obstajajo in kakšne so njihove zahteve;
- učenje po zaključenem šolanju do pridobitve zaposlitve, ki zajema iskanje službe in sposobnosti dobre predstavitve samega sebe;
- samozavedanje, ki vključuje interese, sposobnosti, vrednote itd.

Kritika tega modela je predvsem v tem, da ne zajema vidikov socialnega in političnega konteksta. Prav tako naj bi model impliciral, da je posameznikov neuspeh pri iskanju poklica, ki ga izpopolnjuje, izključno njegova krivda.
Tretji model se imenuje »Ključ do zaposljivosti« (Dacre Pool in Sewell, 2007). Ta model predpostavlja nekoliko drugačno definicijo zaposljivosti kot prva dva, namreč da zaposljivost vključuje tudi element zadovoljstva s svojim delom. Model predpostavlja, da so vsi elementi zaposljivosti nujni. Če torej eden izmed njih pri posamezniku ni prisoten, to močno zmanjša zaposljivost.
Spodnja tabela prikazuje bistvene komponente zaposljivosti in predvidene interakcije med njimi, povzeto po L. Dacre Pool in O. Sewell (2007): The key to employability: developing a practical model of graduate employability. 
| Učenje skozi razvoj kariere                                    |     |                           |     |                  |     |              |
| Izkušnje                                                       |     |                           |     | Samospoštovanje  |     |              |
| Znanje, razumevanje in spretnosti, pridobljene tekom izobrazbe | --> | Refleksija in vrednotenje | --> | Samoučinkovitost | --> | Zaposljivost |
| Ključne spretnosti                                             |     |                           |     | Samozavest       |     |              |
| Čustvena inteligentnost                                        |     |                           |     |                  |     |              |

Najnižje komponente modela so: 
- Znanje, razumevanje in spretnosti, ki jih je posameznik pridobil tekom izobrazbe in predstavljajo središčni koncept modela;
- Ključne, glavne oz. prenosljive spretnosti, ki jih lahko posameznik uporabi v različnih kontekstih in situacijah. Takšne spretnosti so kreativnost, prilagodljivost, pripravljenost za učenje, avtonomnost, uspešno delo v skupini in pod stresom, komunikacijske spretnosti, pozornost na podrobnosti, upravljanje s časom, načrtovanje in organiziranje, uporabljanje novih tehnologij, podjetniške veščine itd.;
- Čustvena inteligentnost;
- Učenje skozi razvoj kariere;
- Izkušnje, ki jih posameznik pridobi tekom življenja in na delovnem mestu[3].

Model predpostavlja, da je pri študentih potrebno razvijati predvsem najnižje elemente, pri čemer je pomembno tudi reflektiranje in ocenjevanje izkušenj, kar vodi v razvoj višjih ravni samoučinkovitosti, samozavesti in samospoštovanja.

## Problem zaposljivosti
Problem zaposljivosti pomeni, da ima veliko ljudi slabše razvito sposobnost pridobivanja novega dela za lastno preživljanje. Tako je velik problem na vse bolj tveganih trgih dela ranljiva skupina, ki ima s tem največje težave. V to skupino uvrščamo zlasti mlade, delovno še neizkušene iskalce prve zaposlitve ter starejše, nižje izobražene, preozko kvalificirane, samohranilce, invalide, imigrante itn. (Korver in Oeij, 2004). 
Makroekonomsko je aktualni problem zaposljivosti povezan z naraščajočo tekmovalnostjo med državami, posledično pa spodbuja dviganje produktivnosti gospodarstev. Tako se vse preveč osredotočamo na razvoj in konkurenčnost (dodana vrednost, tuje investicije, mednarodna izvozna prodornost), kot pa na dejavnike, ki bi zmanjšali problem zaposlenosti (organizacijska klima, izobraževalne možnosti, možnosti za pridobivanje dela in zaslužka, osebni standard itn.). 

### Reševanje problema zaposljivosti
- Na osebni ravni

Del težav problema zaposljivosti lahko rešujemo na osebni ravni, in sicer z razvijanjem temeljnih netehničnih veščin in povečevanjem individualnih sposobnosti za prilagajanje novim okoliščinam. Šola in učitelji naj dobijo tovrstne napotke, da bodo učence lahko ustrezneje usposabljali bolj praktično naravnano.
- Na sistemski ravni

Še bolj bistveno pa je širše vprašanje družbe, ki vpliva na zaposljivost. Problem bi lahko rešili s prilagajanjem podsistemov, ki tvorijo t. i. varnostno mrežo družbe in ki naj bi posameznikom pomagali, da se v novih razmerah laže znajdejo. Za to je odgovorna predvsem država, ki na zaposljivost vpliva z reformami v sistemih formalnega izobraževanja, dodatnega usposabljanja, delodajalskih združenj in sistemih socialnega zavarovanja (Korver in Oeij, 2004).

## Zaposljivost mladih
Na hitrost prehodov mladih v zaposlitev vpliva več dejavnikov in okoliščin, katere lahko razdelimo v tri večje kategorije. Prvi so strukturni dejavniki, ki zajemajo povpraševanje po delovni sili, višino plače mladih glede na višino plače drugih delavcev (če so plače mladih enake, bodo delodajalci raje zaposlovali starejšo delovno silo) in velikost mladinske delovne sile. Na zaposljivost mladih vplivajo tudi institucionalni dejavniki, ki zajemajo strukturo in organizacijo izobraževalnega sistema, povezave med šolami in delodajalci, vajeništva, delovne prakse, pripravništva in štipendije. Zadnja kategorija, ki zelo vpliva na zaposlovanje mladih pa so individualni dejavniki, torej lastnosti, po katerih se mladi razlikujejo od starejših delavcev. Te so lahko resnične in objektivno določljive, lahko pa so le pripisane in so neke splošne predstave delodajalcev o mladih.
Pomembno je poudariti, da zaposljivost študentov ne zajema le tega, ali je študent po študiju uspel najti zaposlitev, temveč tudi, ali na delovnem mestu uporablja veščine in znanje, ki jih je pridobil ob študiju.

## Zaposljivost v Sloveniji
Stopnja zaposlenosti je procent zaposlenih ljudi (starih med 20 in 64 let) v primerjavi s celotno populacijo. Od leta 2008 do 2013 se je stopnja zaposlenosti v Sloveniji znižala za približno 5 % in je leta 2013 znašala 63,3 %, kar je nekoliko pod evropskim povprečjem. Evropska unija ima cilj, da bi bila stopnja zaposlenosti do leta 2020 vsaj 75 %.